# Hamburg-Mitte
Hamburg-Mitte (en español, Centro de Hamburgo) es uno de los siete distritos de la ciudad de Hamburgo, Alemania, que comprende principalmente el centro urbano. Los barrios Hamburg-Altstadt (en español, antigua ciudad de Hamburgo) y Neustadt (en español, ciudad nueva) son el origen histórico de Hamburgo. En 2006 la población del distrito era de 233 144 habitantes.

## Historia

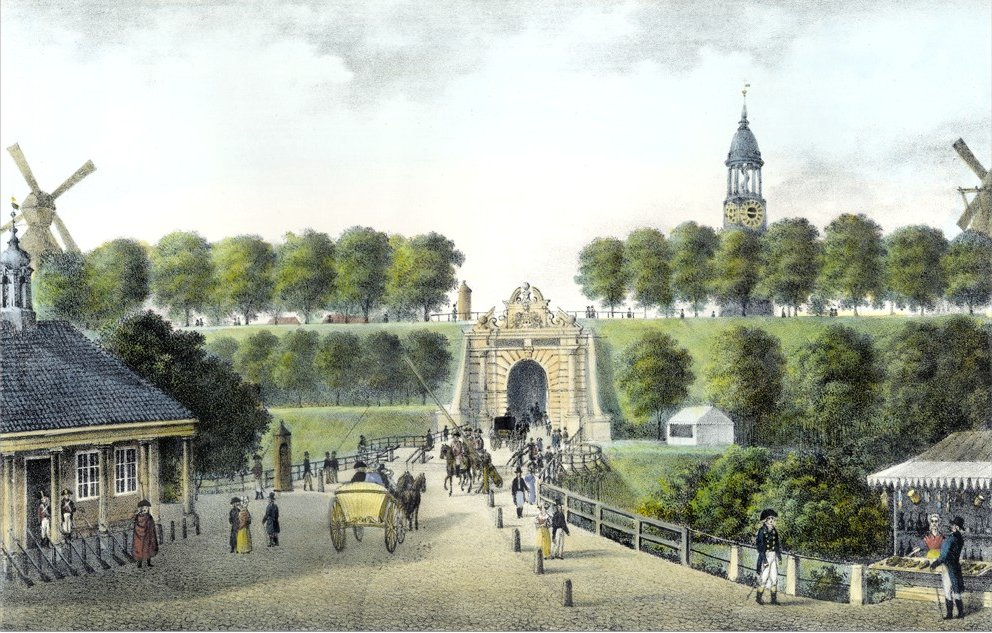
Hamburgo en el, Millerntor hacia Hamburgo en St. Pauli (la iglesia de San Miguel en la ciudad)

En 1937 varios asentamientos (por ejemplo Finkenwerder), pueblos y zonas rurales se traspasaron a Hamburgo aplicando el Acta del Gran Hamburgo.
El 1 de marzo de 2008 debido a una ley de Hamburgo, el barrio Wilhelmsburg se transfirió del distrito Harburgo a Mitte. Se creó el barrio HafenCity a partir de parte de los barrios Klostertor, Altstadt y Rothenburgsort. El resto de Klostertor se transfirió a Hammerbrook. Con pequeñas zonas del barrio Hamburg-Mitte, Altona y Eimsbüttel se creó el barrio Sternschanze en el distrito Altona.

## Geografía
El distrito atraviesa Hamburgo del este al oeste. En 2006, según la oficina de estadística de Hamburgo y Schleswig-Holstein, Hamburg-Mitte tenía una superficie de 107,1 km².
Se compone de los barrios Billbrook, Billstedt, Borgfelde, Finkenwerder, HafenCity, Hamburg-Altstadt, Hamm-Nord, Hamm-Mitte, Hamm-Süd, Hammerbrook, Horn, Kleiner Grasbrook, Neustadt, Neuwerk, Rothenburgsort, St. Georg, St. Pauli, Steinwerder, Veddel, Waltershof y Wilhelmsburg.

## Demografía
En 2006 el distrito tenía una población de 233 144 habitantes. La densidad era de 2177 hab/km². El 14,9% eran niños de menos de 18 años, y el 15,6% tenían más de 65 años. El 43% pertenecía a minorías étnicas. 17 550 personas estaban desempleadas y 72 608 eran trabajadores sujetos a contribuciones a la seguridad social.
En 1999 había 126 753 hogares, de los cuales el 17,9% tenían algún niño de menos de 18 años y el 52,4% se componían de un único ocupante. El tamaño medio del hogar era de 1,83 personas.
Población por año
| 1987    | 1988    | 1989    | 1990    | 1991    | 1992    | 1993    | 1994    | 1995    | 1996    | 1997    | 1998    | 1999    |
| 232 467 | 235 759 | 242 434 | 249 156 | 250 585 | 252 695 | 251 965 | 248 802 | 246 374 | 242 029 | 237 648 | 230 542 | 228 349 |

| 2000    | 2001    | 2002    | 2003    | 2004    | 2005    | 2006    |
| 228 060 | 227 199 | 227 915 | 228 117 | 227 557 | 230 680 | 233 114 |

En 2006 hubo 71 559 delitos penales en el distrito (307 por 1000 personas).

## Parlamento del distrito
A la vez que las elecciones al parlamento del estado (Bürgerschaft), se elige el Bezirksversammlung, que consta de 53 representantes de los ciudadanos.

### Elecciones
Se celebraron elecciones en Hamburgo el 24 de febrero de 2008. Los cuatro partidos que tuvieron más del 5 por ciento en las encuestas recientes (mínimo para clasificarse) fueron el socialdemócrata SPD, el conservador CDU, el ecologista Green Party (GAL) y el izquierdista Die Linke. El Partido Democrático Liberal (FDP) tiene dos representantes elegidos directamente.

Gráfico de los escaños del parlamento de Hamburg-Mitte

| Partido   | Porcentaje | Escaños |
| --------- | ---------- | ------- |
| SPD       | 37,2       | 17      |
| CDU       | 31,6       | 21      |
| GAL       | 13,2       | 7       |
| Die Linke | 10,2       | 6       |
| FDP       | 4,2        | 2       |

## Educación
El distrito tiene 31 escuelas de primaria y 31 escuelas secundarias.

## Ocio

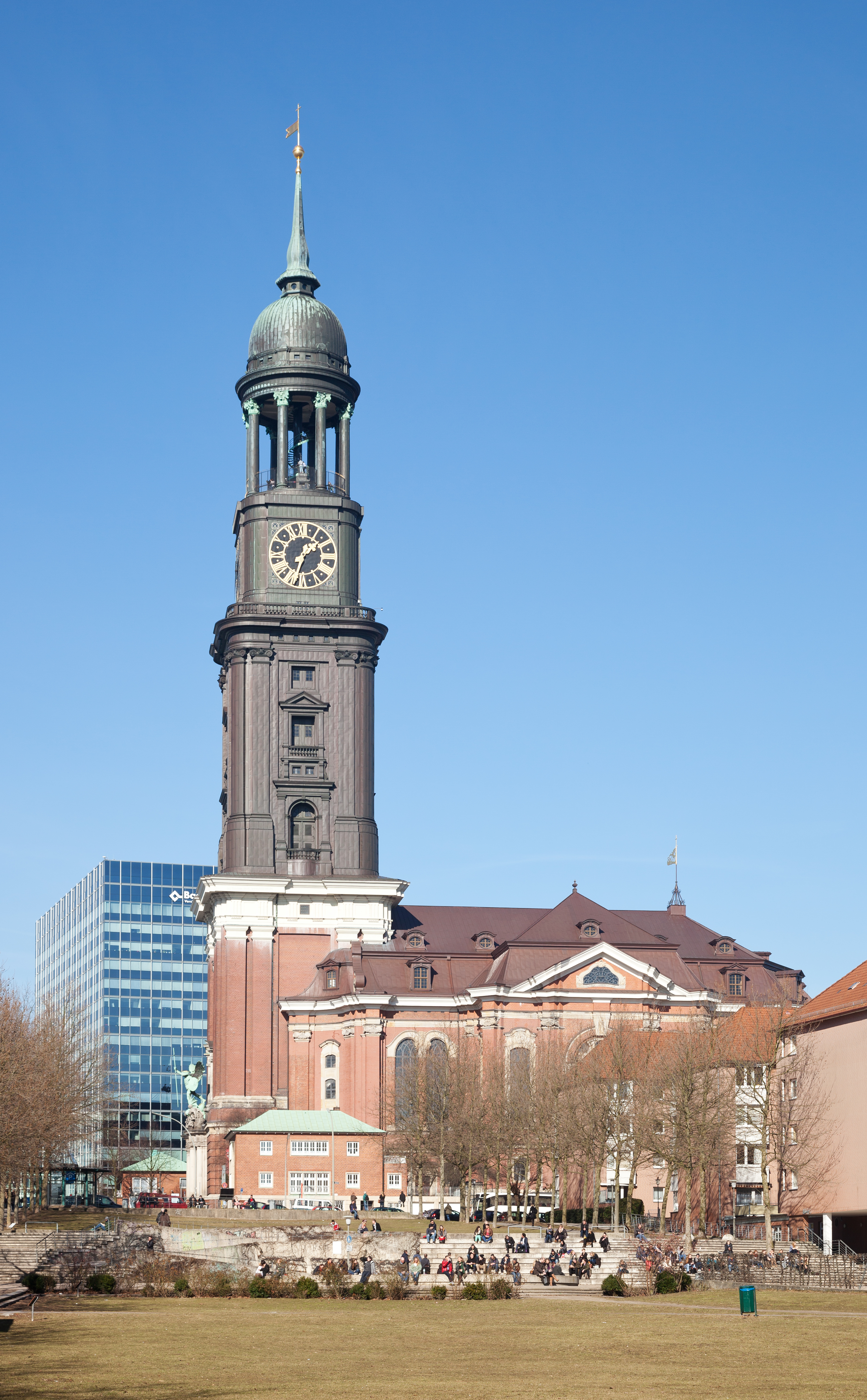
La Iglesia de San Miguel en 2005

Planten un Blomen (plantas y flores) es un parque situado en los barrios St. Pauli y Neustadt. En el barrio Billstedt se sitúa el lago Öjendorfer See.

## Economía
Las instalaciones del Puerto de Hamburgo se sitúan principalmente en Hamburg-Mitte, en los barrios de Kleiner Grasbrook, Steinwerder, Veddel, Waltershof y Wilhelmsburg.

## Infraestructura
La principal oficina local (Bezirksamt Hamburg-Mitte) se sitúa en la Calle Klosterwall. Cuenta con cuatro "Centros de atención al cliente", los de Hamburg-Mitte, Billstedt, St. Pauli y Wilhelmsburg. Estas oficinas son responsables, entre otras cosas, de la solicitud de un permiso de residencia por motivo de estudios tras entrar en el país.

### Sistema sanitario
Hay 125 guarderías para niños, 536 médicos con consultas privadas y 72 farmacias.
El Asklepios Klinik St. Georg, situado en el barrio St. Georg, es el hospital principal de Hamburg-Mitte.

### Transporte
El distrito es servido por el S-Bahn y el metro con varias estaciones. También se sitúa la estación central Hamburg Hauptbahnhof para trenes de larga distancia de la empresa ferroviaria alemana. 
Según el Departamento de Vehículos a Motor (Kraftfahrt-Bundesamt), en Hamburg-Mitte se registraron 66 831 coches privados (290 por mil personas). Hubo un total de 2432 accidentes de tráfico, incluidos 1905 accidentes con lesiones.